# David Forrest
 (avril 2020).
Si vous disposez d'ouvrages ou d'articles de référence ou si vous connaissez des sites web de qualité traitant du thème abordé ici, merci de compléter l'article en donnant les références utiles à sa vérifiabilité et en les liant à la section « Notes et références ».
David Forrest est le nom de plume de deux romanciers anglais, David Eliades et Robert Forrest-Webb, sous lequel ils publièrent leurs romans And to My Nephew Albert I Leave the Island What I Won off Fatty Hagan in a Poker Game (1969, roman paru en français sous le titre : Et à mon neveu Albert, je lègue l'île que j'ai gagnée au poker), The Great Dinosaur Robbery (1970), After Me, the Deluge (1972) et The Undertaker's Dozen (1974). 
Ces romans ont pour points communs un humour fin, allié à des sujets alors cruciaux (guerre froide, religion). Sous ce pseudonyme, les auteurs ont été publiés par la maison d'édition Hodder & Stoughton.